# Schiedam-Nieuwland (métro de Rotterdam)
Schiedam-Nieuwland (ancienne gare ferroviaire) est une station de la section commune aux lignes A et B du métro de Rotterdam. Elle est située sur le pont qui enjambe la Nieuwe Damlaan dans le quartier Nieuwland, sur le territoire de la commune de Schiedam, à proximité de Rotterdam aux Pays-Bas.
Halte ferroviaire, de 1975 à 2017, elle est devenue une station du métro en 2019. Elle est desservie par les rames des lignes A et B du métro.

## Situation sur le réseau

Plan du métro.

Établie en aérien, Schiedam-Nieuwland, est une station de passage de la section commune entre la ligne A et la ligne B du métro de Rotterdam. Elle est située : entre la station Schiedam-Centre, sur la section commune (A+B), en direction du terminus nord de la ligne A Binnenhof, ou du terminus nord de la ligne B Nesselande; et la station de la section commune (A+B) Vlaardingen-Oost, en direction : du terminus sud-ouest de la ligne A Vlaardingen-West, ou terminus sud-ouest de la ligne B Hoek van Holland-Haven,,.
Elle comporte les deux voies de la ligne, encadrées par deux quais latéraux.

## Histoire

### Halte ferroviaire (1975-2017)
La halte des trains de banlieue, dénommée, comme le quartier, Schiedam Nieuwland, est mise en service sur la ligne Hoekse (nl) le 1er juin 1975,.

La halte ferroviaire
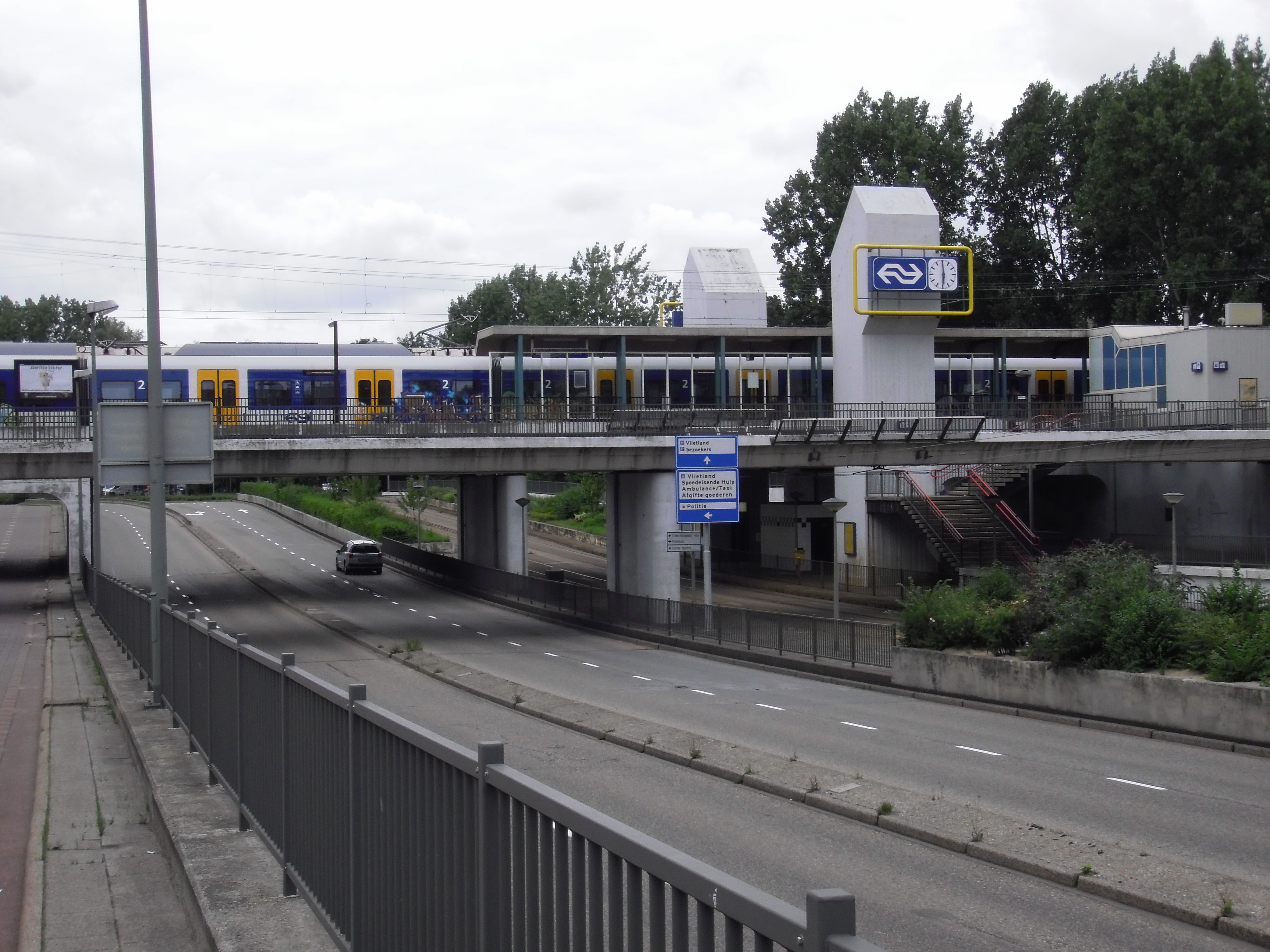
2010.
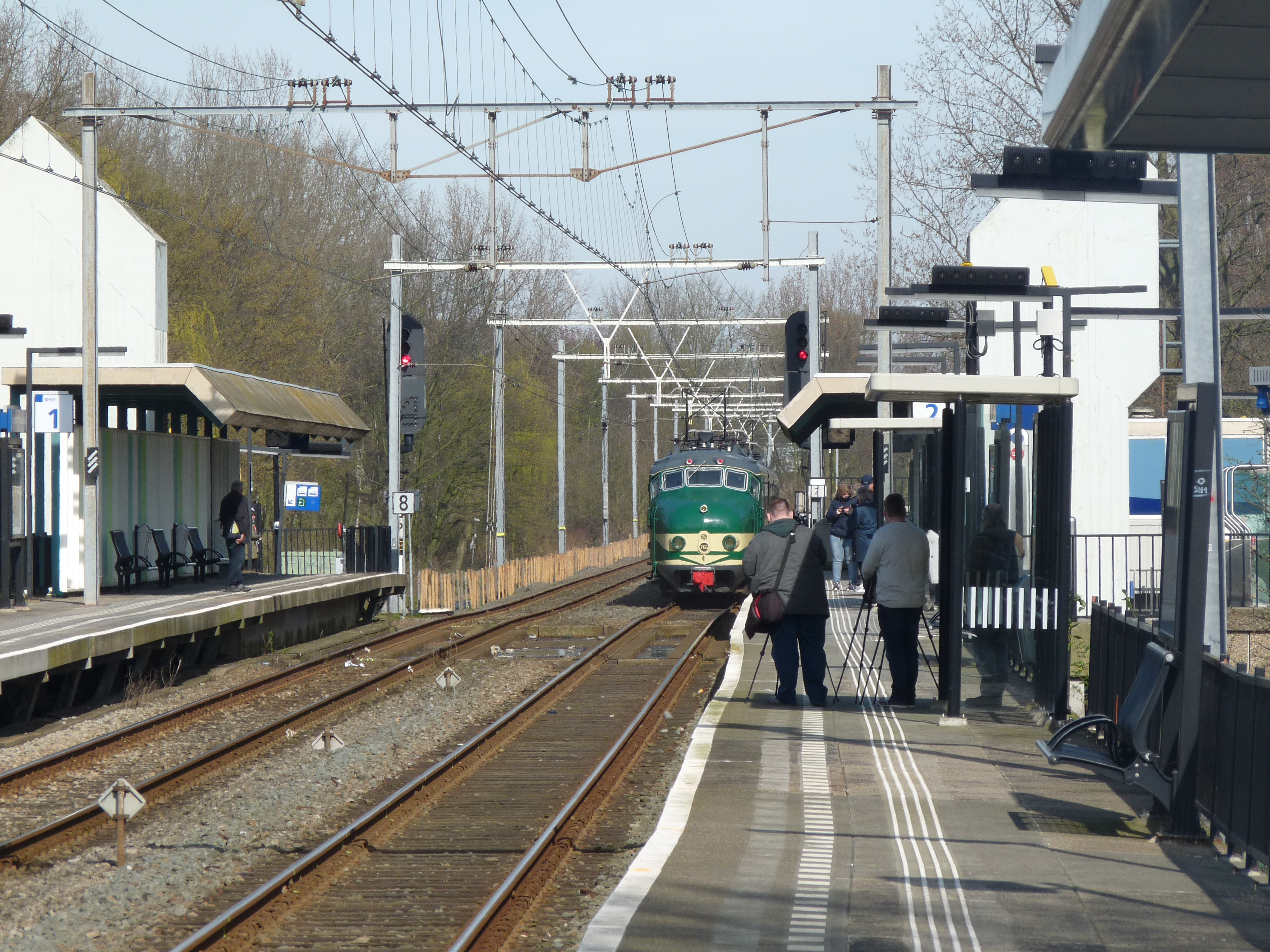
2017.
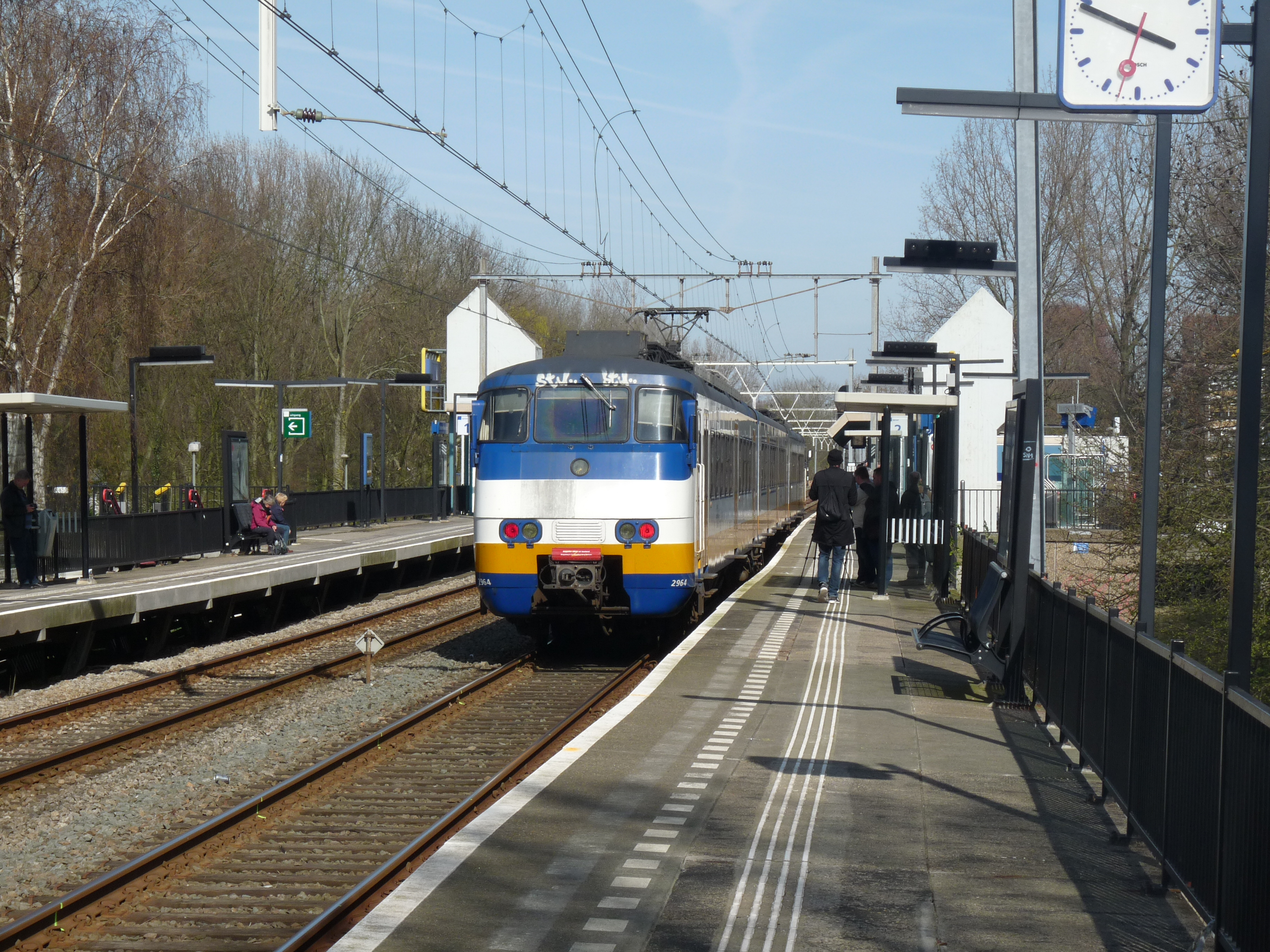
2017.

Les Nederlandse Spoorwegen (NS) ferme le service de train sur la ligne le 1er avril 2017. Le chantier de suppression des voies et de démolition des installations de la halte est rapidement exécuté pour permettre la transformation des lieux en station du métro.

### Station du métro (depuis 2019)
La station Schiedam-Nieuwland est mise en service le 30 septembre 2019, par RET, lors de l'ouverture de la section de Schiedam Centrum à Hoek van Holland Haven du métro de Rotterdam, en remplacement de l'ancienne ligne Hoekse (nl) des NS.

## Services aux voyageurs

### Accès et accueil
Elle est équipée d'automates pour l'achat ou la recharge de titres de transports et elle dispose d'ascenseurs pour l'accessibilité des personnes à la mobilité réduite.

### Desserte
Schiedam-Nieuwland est desservie par les rames des lignes A et B du métro.

Installations et desserte
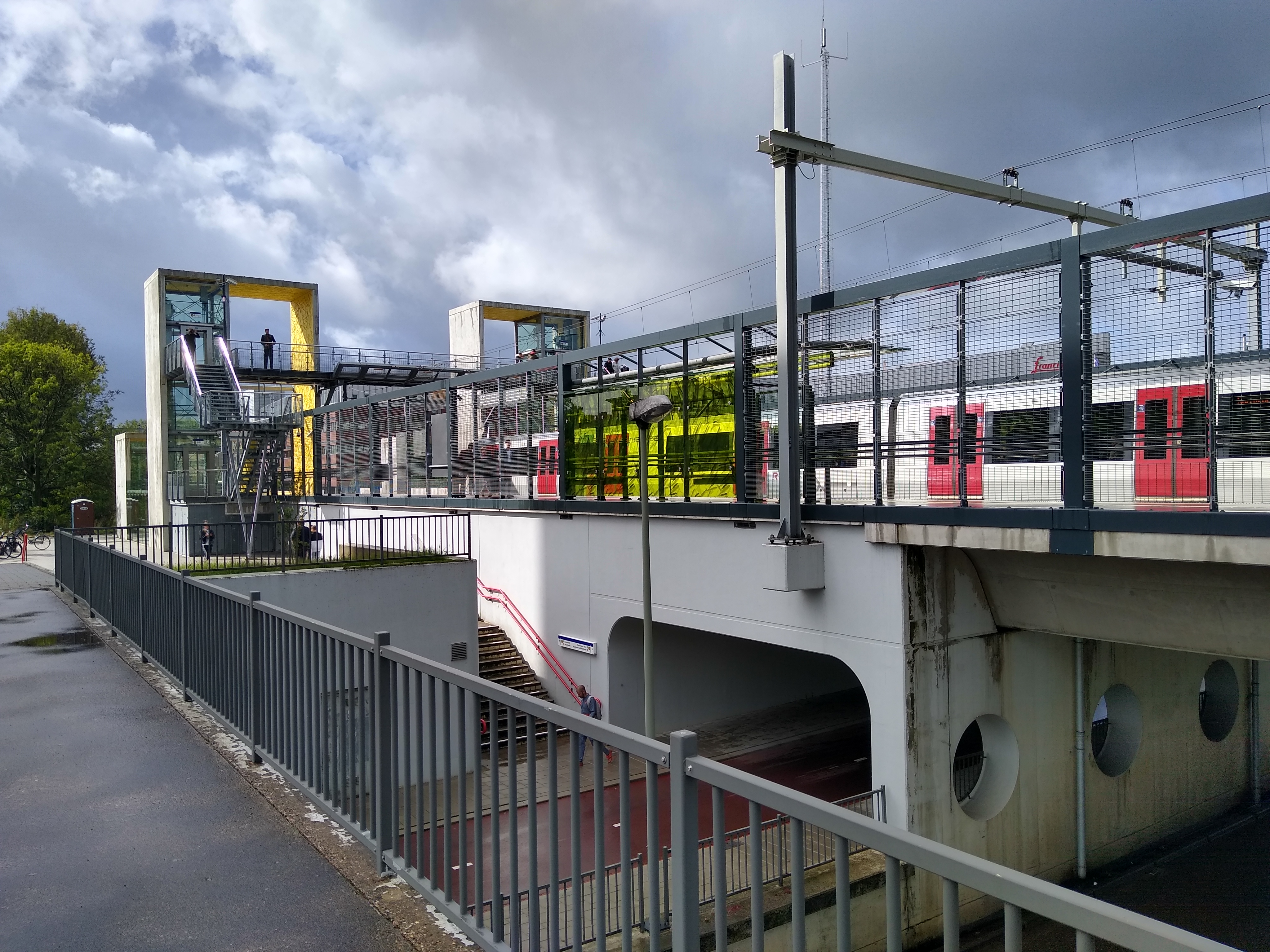
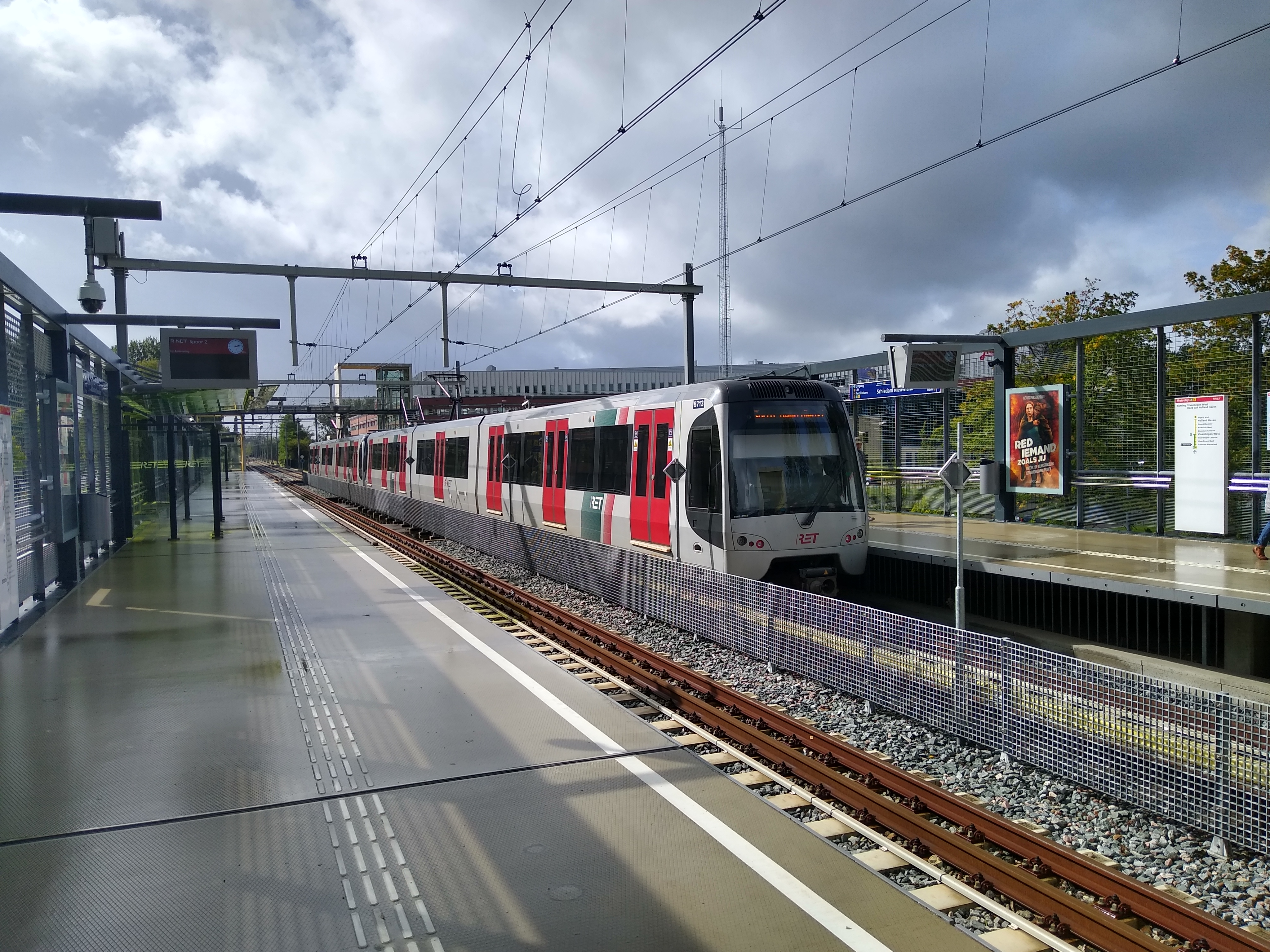
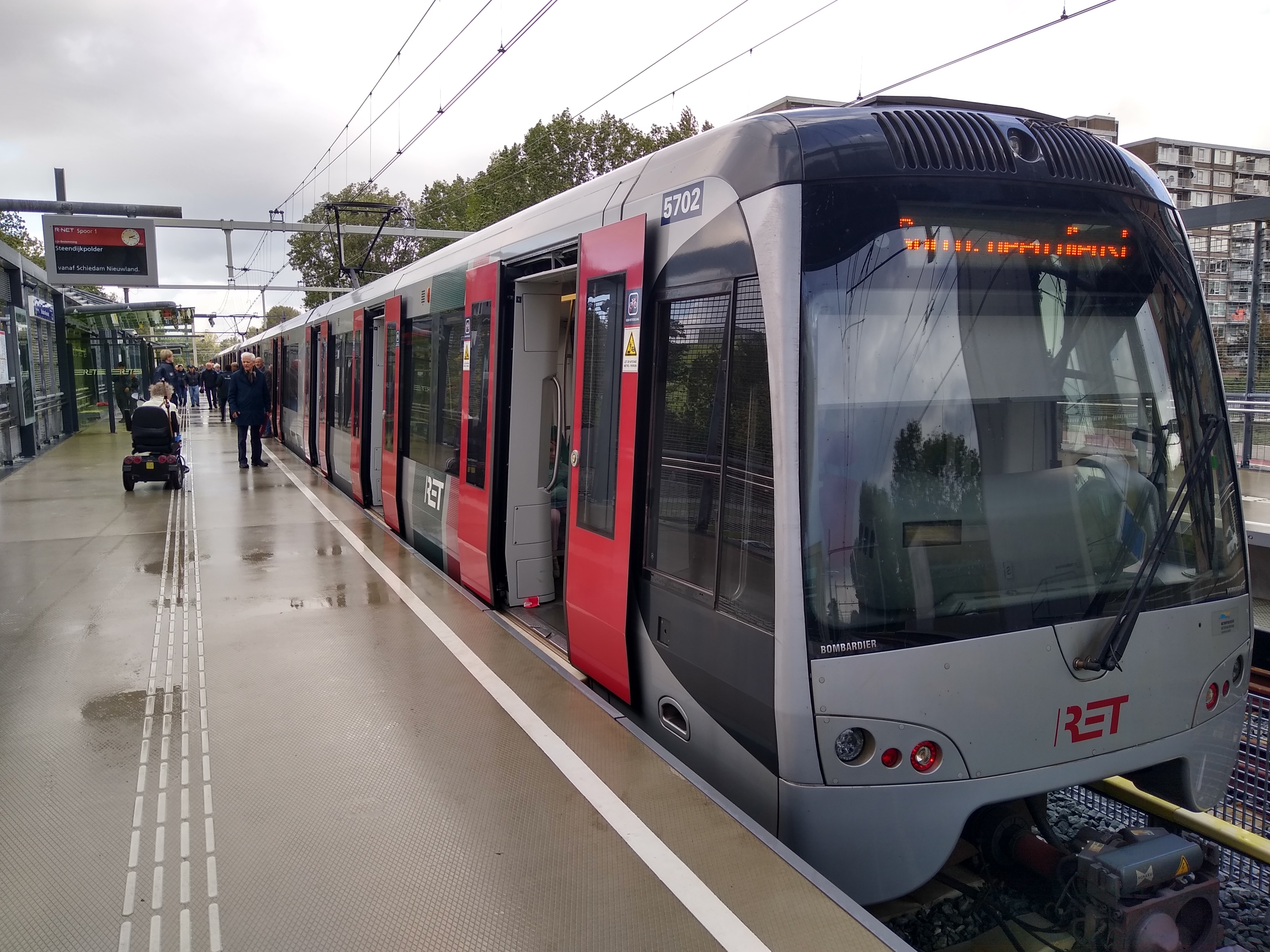

### Intermodalité
La station est desservie : par un arrêt des lignes 21 et 24 du Tram : par les bus urbains de la ligne 51 et les bus de nuit BOB de la ligne B3.